# Falck, Moselle
Falck, Moselle là một commune trong tỉnh Moselle, vùng Grand Est đông bắc nước Pháp.